# ماثيو تشارلز لامب
ماثيو تشارلز «مات» لامب (من 5 يناير عام 1948 وحتى 7 نوفمبر عام 1976). تجنب ماثيو في عام 1967 عقوبة الإعدام الإلزامية التي فرضتها كندا في ذلك الوقت على جريمة القتل العمد، إذ وُجد أنه غير مذنب بدعوى الجنون. تخلت والدته المراهقة عنه مباشرةً بعد أن أنجبته في وندسور (أونتاريو)، وعانى لامب من تربية جده (من غير نسبه) المسيئة، الأمر الذي أدى إلى انفصاله عاطفيًا عن أقاربه وزملاءه. طور لامب ميولًا عنيفةً تجلت في هجومه على ضابط شرطة وهو في سن السادسة عشر في 16 فبراير عام 1964، وفي مشاركته لحدث تبادل إطلاق ناري لفترة وجيزة، وعُوقب على ذلك وفق القانون بعد مضي عشرة أشهر. أمضى لامب بعد هذه الحادثة الأخيرة أربعة عشر شهرًا في إصلاحية كينغستون ابتداءً من أبريل عام 1965، وهي سجن شديد الحراسة في شرق أونتاريو.
أخذ لامب بندقية من منزل عمه وذهب في جولة لإطلاق النار حول حي شرق وندسور بعد سبعة عشر يومًا من إطلاق سراحه من السجن في يونيو عام 1966، الأمر الذي أسفر عن مقتل اثنين من الغرباء وإصابة اثنين آخرين، وُجهت إليه تهمة القتل العمد، والتي دعت بدورها إلى عقوبة الإعدام الإلزامية بموجب القانون الجنائي التابع لتلك الحقبة، لكنه تجنب هذا المصير عندما وجدت المحكمة في يناير عام 1967 أنه لم يكن عاقلًا في وقت الحادث. أُرسل لفترة محددة إلى مصحة للأمراض النفسية.
أظهر لامب شفاءً عميقًا على مدار السنوات الست التي قضاها تحت الرعاية في منشأة أوك ريدج بنيتنجويشين التابعة لمركز الرعاية الصحية العقلية، الأمر الذي دفع لجنة مؤلفة من خمسة أشخاص مستقلين إلى تقديم توصية إلى المجلس التنفيذي في أونتاريو للإفراج عنه، تنص على أن لامب لم يعد يمثل خطرًا على المجتمع. وافق المجلس على إطلاق سراح لامب في أوائل عام 1973، وذلك بشرط أن يقضي عامًا واحدًا من العمل والعيش تحت إشراف إليوت باركر، أحد كبار الأطباء النفسيين في أوك ريدج.
واصل لامب تحسنه، وأصبح عاملًا مُنتجًا في مزرعة باركر، وكسب ثقة أسرته. انضم بتشجيع من الطبيب باركر إلى الجيش الروديسي في أواخر عام 1973 وقاتل في صف حكومة روديسيا غير المعترف بها (زيمبابوي الحديثة) لبقية حياته.
بدأ لامب خدمته في مشاة روديسيا الخفيفة، وفاز بمكان في وحدة الخدمة الجوية الخاصة في الكراك عام 1975، ونُقل إلى فوجه السابق بعد مرور عام على تعيينه الأول. قُتل لامب أثناء خدمته في 7 نوفمبر عام 1976 بعد وقت قصير من ترقيته إلى عريف بنيران صديقة من أحد حلفائه. تلقى لامب ما أسمته مجلة نيوزويك «جنازة الأبطال» في العاصمة الروديسية، سالزبوري، قبل أن يُعاد رماده إلى وندسور ويُدفن من قبل أقرباءه.

## نشأته
وُلد ماثيو تشارلز «مات» لامب في وندسور (أونتاريو) في 5 يناير عام 1948، وهو الطفل الوحيد لأم تبلغ من العمر خمسة عشرة عامًا، تركته بعد أن ولدته بفترة قصيرة. رُبي لامب على يد مجموعة متنوعة من الأجداد والعمات والأعمام، ونادرًا ما التقى بوالدته أثناء نشأته، بل ولم يتعرف على والده الذي توفي في الولايات المتحدة بينما كان لامب شابًا صغيرًا. قضى لامب معظم طفولته مع جدته من طرف والدته وزوجها الجديد كريستوفر كولينز في منزلهما الواقع في شارع يورك في حي وندسور الواقع جنوب وسط المدينة، حيث كان تواجده مُزعجًا بالنسبة لجده كولينز (من غير نسب).
تعرّض كولينز لإساءة بدنية وعاطفية مستمرة، وفقًا للمقابلات التي أجراها المستشار القانوني الأول لام شاول نوشانشوك مع الأقارب والأصدقاء والجيران في منتصف ستينيات القرن العشرين، ضربه جده ووصفه في كثير من الأحيان بأنه «لقيط صغير»، ولم يقتصر هذا العنف الحاصل على لامب نفسه، إذ شاهد جده وجدته في كثير من الأحيان وهما يتقاتلان عندما كان صغيرًا.
بدأ لامب في إظهار سمات العنف الخاصة به منذ سن مبكرة، وكتب لام شاول نوشانشوك أن الصبي الصغير استدرج أبناء عمه إلى غرفة نومه وحبسهم في خزانة وهددهم. وتابع هذه التهديدات في أحد المرات وضرب أحد أبناء عمومته بشكل سيء، لدرجة أن احتاج رعاية طبية في أحد المستشفيات المحلية.
قال غريغ سويت، صديق طفولة لامب: «أتذكر في إحدى المرات أن لامب أمسك سكينًا عندما كان يبلغ من العمر نحو سبعة أعوام، وهدد طفلًا صغيرًا وجعله يأكل بِراز كلب».
التحق لامب لأول مرة بمدرسة كولبورن في ريفرسايد (أونتاريو)، حيث قال كولينز في وقت لاحق إن لامب كان يبدو طبيعيًا. قبله موظفو المدرسة، بل وأخبروا وندسور ستار لاحقًا أنه نادرًا ما واجه مشكلة، وأنه يمتلك مقدرة عالية على التركيز لفترات طويلة.
التحق لامب بمدرسة سانت جود في وندسور بدءًا من الصف الثامن عندما كان عمره ثلاثة عشر عامًا، حيث وجده التلاميذ الآخرون شخصًا انطوائيًا وهادئًا. ووفقًا لأحد الزملاء، رفض لامب محاولات الأطفال الآخرين لإشراكه في دوائرهم الاجتماعية. على سبيل المثال، رفض دعوة لحضور حفلة ذات مرة قائلًا إنه «لا يحب الرقص».